# Sphaerodactylus nicholsi
Espèce
Statut de conservation UICN

 LC  : Préoccupation mineure
Sphaerodactylus nicholsi est une espèce de geckos de la famille des Sphaerodactylidae.

## Répartition
Cette espèce est endémique du Banc de Porto Rico. Elle se rencontre dans les îles de Porto Rico, d'Isla Guayacan, d'Isla Cueva et  d'Isla Mona.

## Étymologie
Cette espèce est nommée en l'honneur de John Treadwell Nichols.

## Publication originale
- Grant, 1931 : The sphaerodactyls of Porto Rico, Culebra and Mona islands. The Journal of agriculture of the University of Puerto Rico, vol. 15, p. 199-213.